# 奇面城の秘密
『奇面城の秘密』（きめんじょうのひみつ）は、月刊娯楽雑誌「少年クラブ」（講談社）に1958年に連載された江戸川乱歩作の少年向け推理小説シリーズの一つである。

## 概要
怪人二十面相（怪人四十面相）の最大のアジトである「奇面城」が登場する。「奇面城」の場所は埼玉県と長野県の県境である甲武信岳の樹海にあり、虎が見張り番をしており、自家発電で電力をまかない、2、3日に一度はヘリコプターで一番近い埼玉県のT町の人の気配がない国道に通って食糧等を調達している。
本作では、明智小五郎やポケット小僧側が二十面相のアジトでの様子を裏から見ることで詳述されている。難攻不落な犯罪組織の拠点をいかに攻め落とすかというスパイアクション風味の内容になっている。

## あらすじ
実業である神山正夫のもとに怪人二十面相から所有している洋画を盗む予告状が届く。洋画を盗むことに成功するも一旦は名探偵の明智小五郎に捕えられるも、得意の変装で逃亡。チンピラ別動隊のポケット小僧は二十面相が所有していた鞄の中に隠れ、二十面相の逃亡先のアジト「奇面城」に潜入する。